# ادگارس ریترس
ادگارس ریترس (انگلیسی: Edgars Rihters; ۶ ژوئن ۱۸۸۷ – ۱۶ مارس ۱۹۳۱) دوچرخه‌سوار اهل لتونی بود.